# بوهلندورف
بوهلندورف (به آلمانی: Buhlendorf) یک منطقهٔ مسکونی در آلمان است که در تسبرست واقع شده‌است. بوهلندورف ۲۵۰ نفر جمعیت دارد.

## نگارخانه

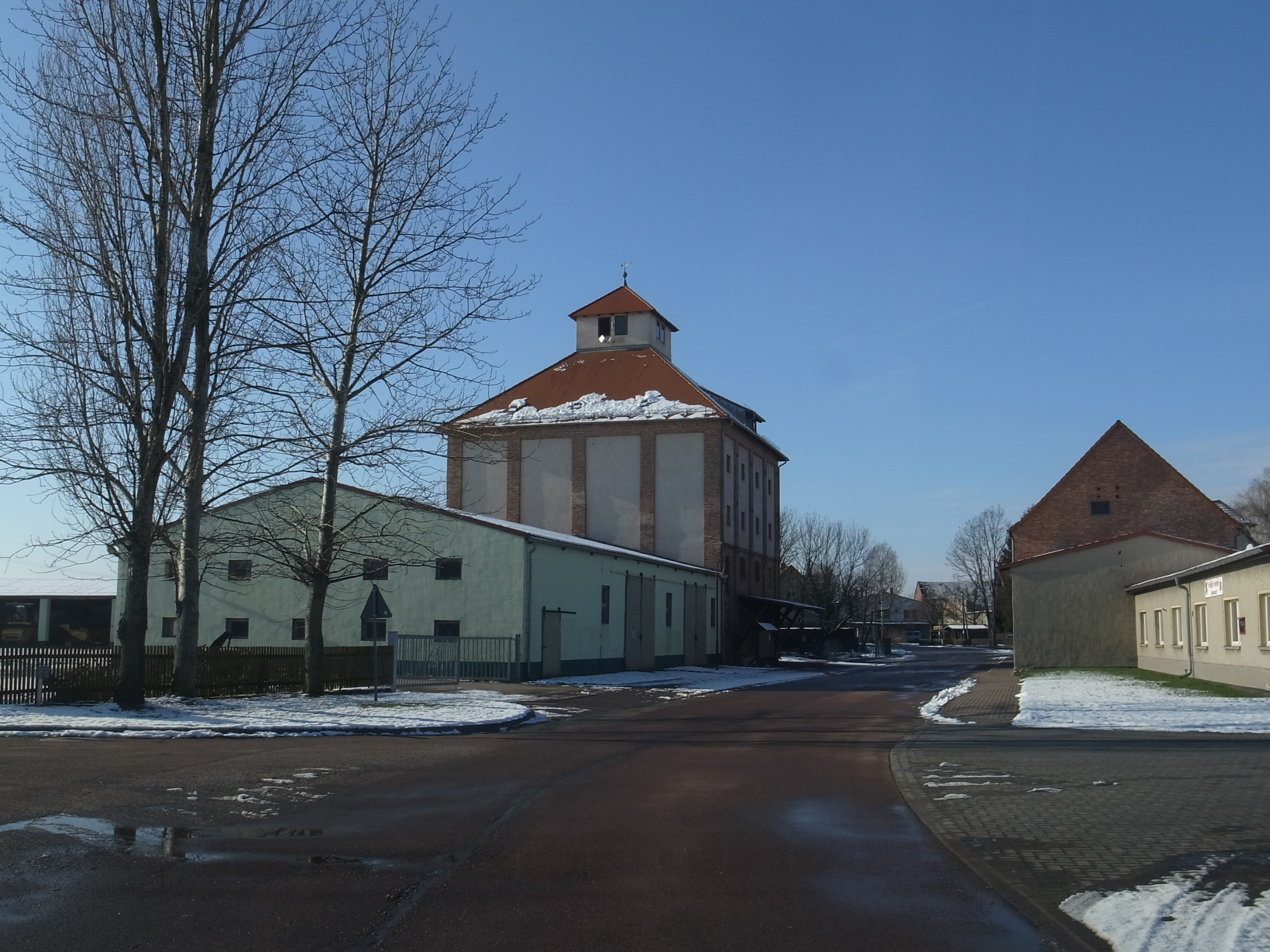
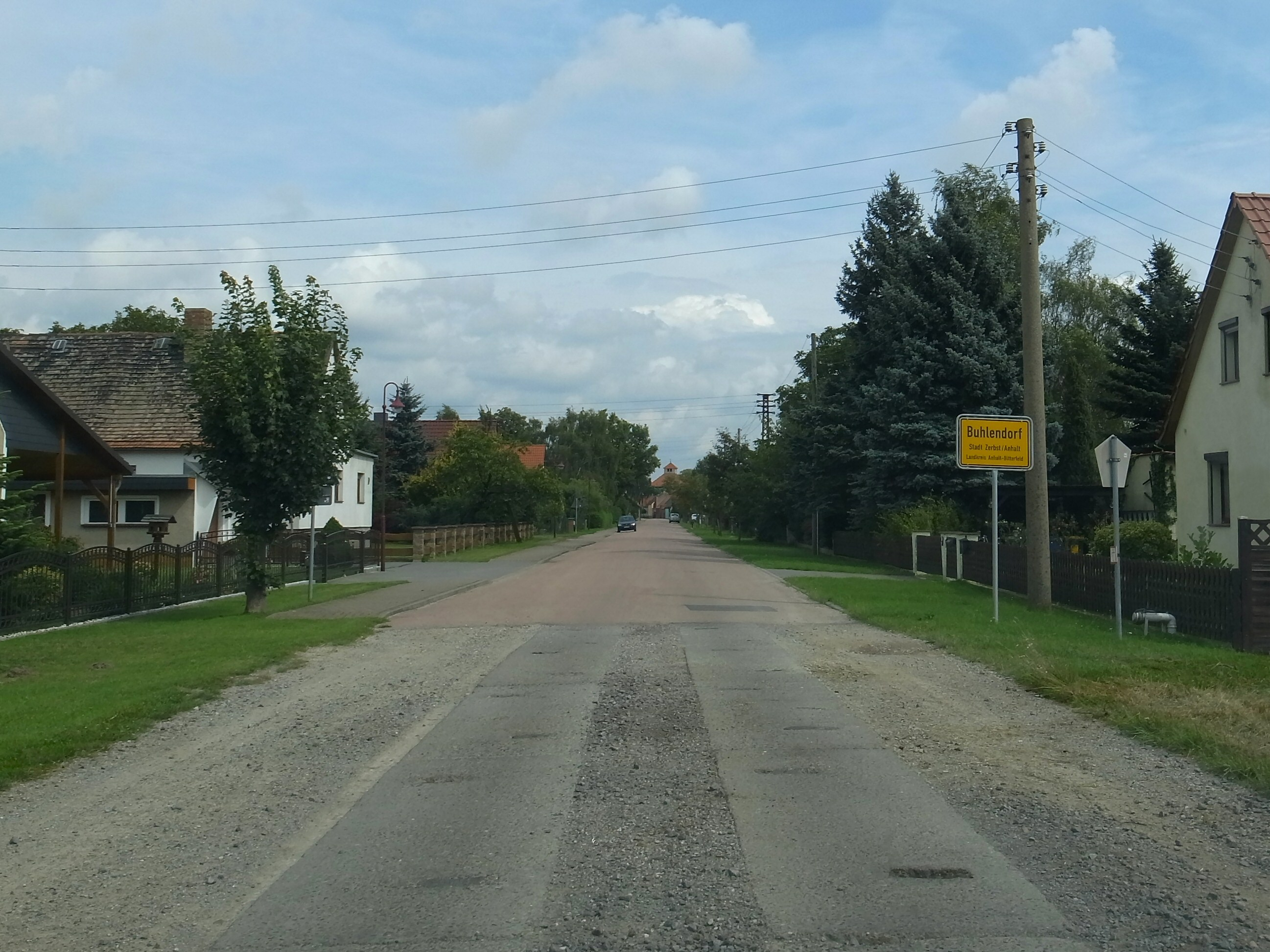